# Wilbur Shaw
Pour les articles homonymes, voir Shaw.
Warren Wilbur Shaw, Sr., né le 31 octobre 1902 à Shelbyville (Indiana) et décédé le 30 octobre 1954 à Decatur (Indiana), était un pilote automobile américain, second triple vainqueur des 500 miles d'Indianapolis (après Louis Meyer, son pilote d'appoint dans l'épreuve de 1927), le premier à remporter deux éditions successives de la course.

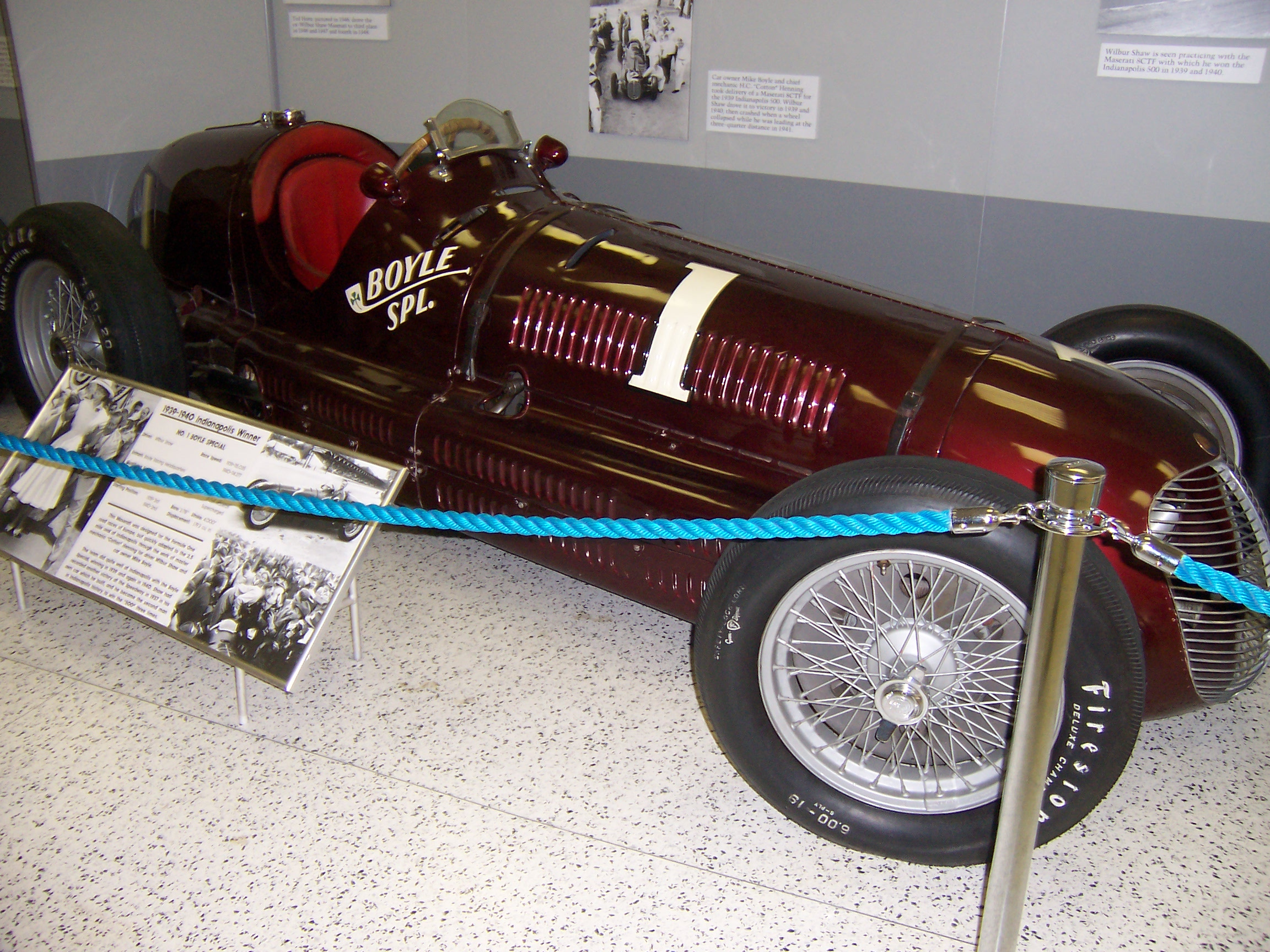
La Maserati Boyle Special de Wilbur Shaw, véhicule vainqueur des éditions 1939 et 1940 de l'Indy 500 (Indianapolis Motor Speedway Hall of Fame Museum).

## Biographie
Il débuta la compétition automobile dans des compétitions de dirt track à l'adolescence.
Durant la Seconde Guerre mondiale, il testa des pneumatiques pour Firestone sur l'Indianapolis Motor Speedway alors fermé aux compétitions, malgré son revêtement défectueux.
Il a été le Président du circuit de 1945 à 1954, le sauvant de la démolition à son arrivée grâce à l'homme d'affaires Tony Hullman en le rachetant à l'ancien coureur Eddie Rickenbacker, ainsi que le journaliste automobile évaluateur attitré de Popular Science magazine (en concurrence alors avec Mechanix Illustrate (en) pour ce type d'articles).
La collaboration des deux hommes fit des 500 miles d'Indianapolis The Greatest Spectacle in Racing, assurait-on localement à l'époque.
Shaw décéda dans un accident d'avion alors qu'il testait l'appareil, la veille de son anniversaire. Le pilote Ray Grimes et l'artiste accompagnant Ernest Roose furent également tués.
Il est le dernier hoosier (natif d'Indiana) à avoir remporté l'Indy 500.

## Titres
- American Championship car racing (AAA National Championship): 1937 et 1939 (2e en 1929 derrière Meyer);

### Principales victoires
38 courses disputées en ChampCar AAA entre 1927 (4e de l'Indy 500, à 25 ans) et 1941 (grave accident à l'Indy 500), pour 11 victoires sur 15 podiums en 15 années consécutives (sur Miller SC de 1927 à 1935 avec un intermède sur Duesenberg en 1931, Offy de 1936 à 1938, et Maserati de 1939 à 1941):
- 500 miles d'Indianapolis: 1937 (Shaw-Offy), 1939 (Maserati SPL.) et 1940 (Maserati Boyle SPL.) (2e en 1933, 1935 et 1938);
- Grand Prix de Détroit: 1930;

Ainsi que:
- 1929: Toledo 1, Cleveland, Toledo 2 et Syracuse;
- 1930: Detroit et Bridgeville;
- 1936: Springfield.

(2e: Cleveland 1927, Mines Field 1934, Goshen 1936; 3e: Altoona 1 1931.)

## Distinctions
- National Sprint Car Hall of Fame en 1990;
- International Motorsports Hall of Fame en 1991;
- Motorsports Hall of Fame of America en 1991.

## Anecdote
- Le Wilbur Shaw Memorial Soap Box Derby Hill est une course de boîte à savon traditionnellement organisée entre le 30th Street et Cold Springs Road, dans Indianapolis.